# マリー＝フランス・イルゴイエンヌ
マリー＝フランス・イルゴイエンヌ（仏: Marie-France Hirigoyen、1949年 - ）は、フランスの精神科医、心理療法家。医学博士。専門は犯罪被害者学、精神病理学。モラル・ハラスメントの提唱者として知られる。

## 経歴
1978年にパリのサン・タントワーヌ大学医学部で医学博士の学位を取得し、1979年に精神科医として開業した。1980年〜1985年にはパリ第5大学で非常勤講師（精神病理学）を務めた。ストレスに対する関心から、1980年代にフランスとアメリカにおいて、犯罪学の一分野である被害者学の研究に取り組んだ。後に彼女は、威嚇行動によって生み出される職場でのストレスへと注意を向けた。1998年に出版した『モラル・ハラスメント（Le harcèlement moral, la violence perverse au quotidien』を含む彼女の出版物は、彼女の母国であるフランスにおいて45万部以上販売され、翻訳を経て現在では国外の24の国で販売されている。2006年には初来日しており、大学などの日本各地で講演を行った。

## 著書
- 1998 : le Harcèlement Moral : la violence perverse au quotidien, Éditions La Découverte & Syros et édition de poche Pocket
- 2001 : Malaise au travail. Harcèlement moral : démêler le vrai du faux, Éditions La Découverte & Syros et édition de poche Pocket
- 2005 : Femmes sous emprise - Les ressorts de la violence dans le couple, Éditions Oh
- 2007 : Les nouvelles solitudes, Éditions La Découverte
- 2012 : Abus de Faiblesse et autres manipulations, Éditions Jean-Claude Lattès
- 2014 : Le Harcèlement moral au travail, PUF

## 邦訳書
- 『モラル・ハラスメント—人を傷つけずにはいられない』紀伊國屋書店、1999年。ISBN 9784314008617。
- 『モラル・ハラスメントが人も会社もダメにする』紀伊國屋書店、2003年。ISBN 9784314009324。
- 『殴られる女たち―ドメスティック・バイオレンスの実態』サンガ、2008年。ISBN 9784901679725。